# Ombadja
Ombadja, também grafado como Ombadija, é um município de Angola, na província do Cunene, com sede na cidade de Xangongo.
Tem 12 264 km² e cerca de 148 mil habitantes. É limitado a norte pelo município da Matala, a leste pelos municípios de Cuvelai, Cuanhama e Namacunde, a sul pela República da Namíbia, e a oeste pelos municípios de Curoca e Cahama.
O município é constituído pela comuna-sede, correspondente à cidade de Xangongo, e pelas comunas de Ombala yo Mungu, Naulila, Humbe e Mucope. Ainda possui a importante vila de Calueque, um centro industrial de relevo para a municipalidade.
Em seu território está assentada a Central Hidroelétrica do Ruacaná e a Barragem do Calueque.
Até 1975 este município era designado por Santa Clara.